# Steg (Brücke)

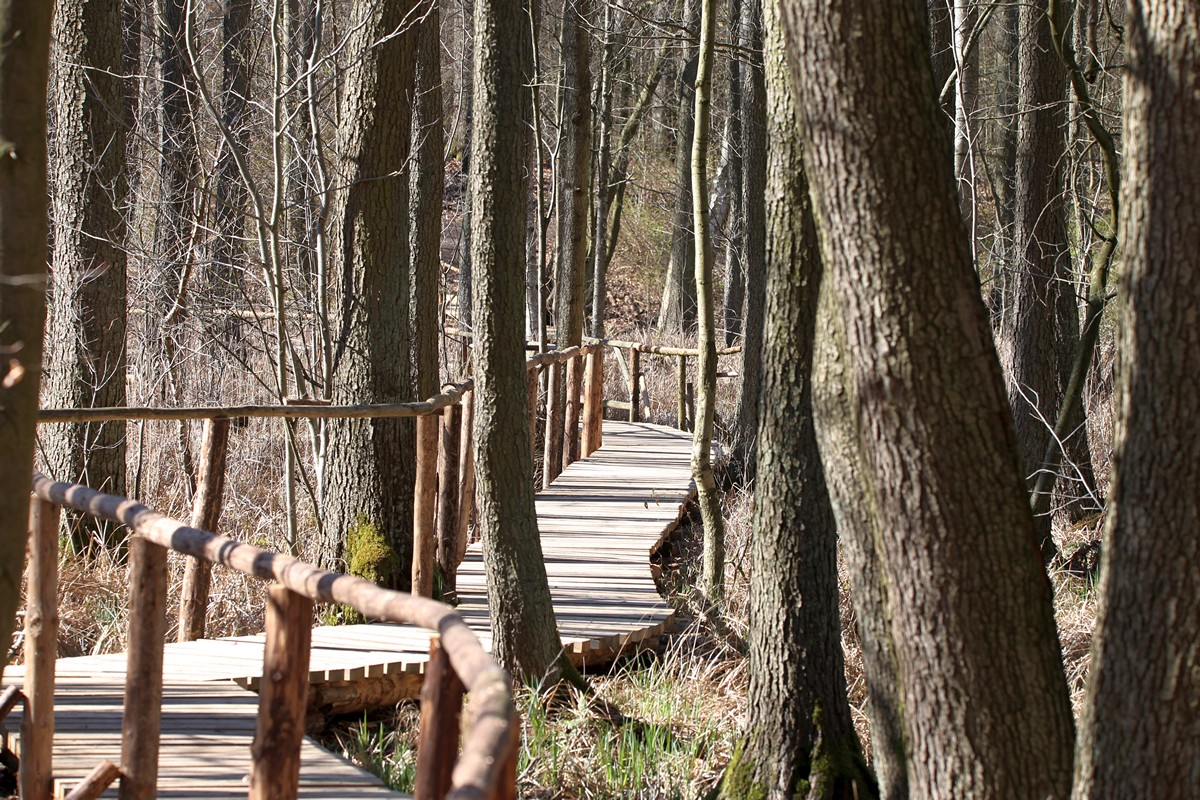
Sumpfsteg in Mecklenburg

Ein Steg (von mhd. stec) ist eine relativ kleine und in der Regel nicht sehr hohe Brücke, die zumeist nur von Fußgängern und Radfahrern zum Überqueren von Gewässern oder Feuchtgebieten genutzt wird. Stege gibt es in sehr unterschiedlichen Formen und aus unterschiedlichen Materialien (Holz, Stein, Metall). Etymologisch hängt der Begriff ebenso wie Steig, Steige und Stiege mit dem Verb „steigen“ zusammen, vgl. „hinaufsteigen“ und „hinübersteigen“.

## Geschichte
Über Jahrtausende erhalten haben sich die Reste vorgeschichtlicher Bohlenwege in Mooren. Dabei können die Balken des Weges von Pfosten gestützt sein oder auch nur auf Querbalken liegend mit diesen zusammen ein Gitterrost bilden, das ein Versinken im weichen Boden verhindert.

## Stegarten

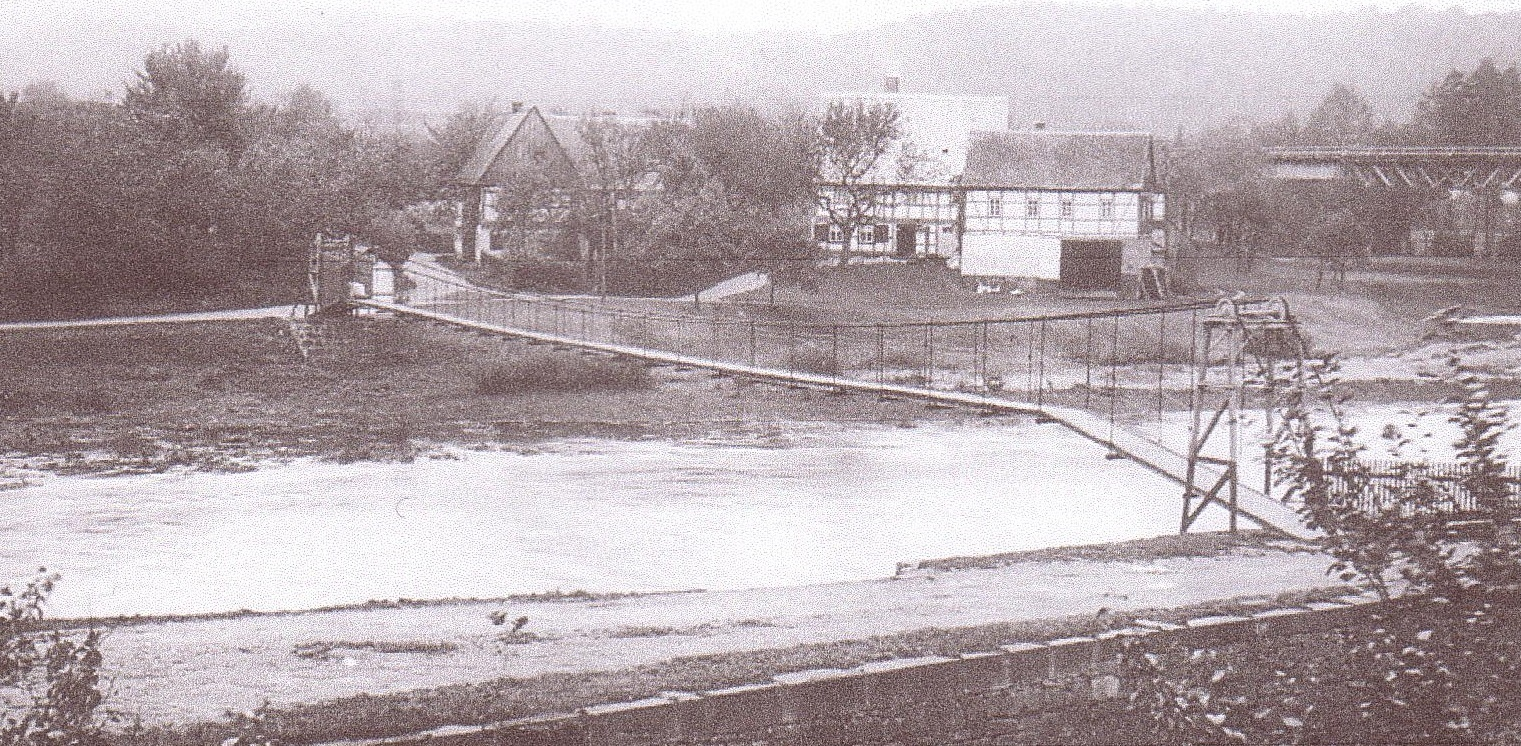
Zaßnitzer Steg in Rochlitz (1902)

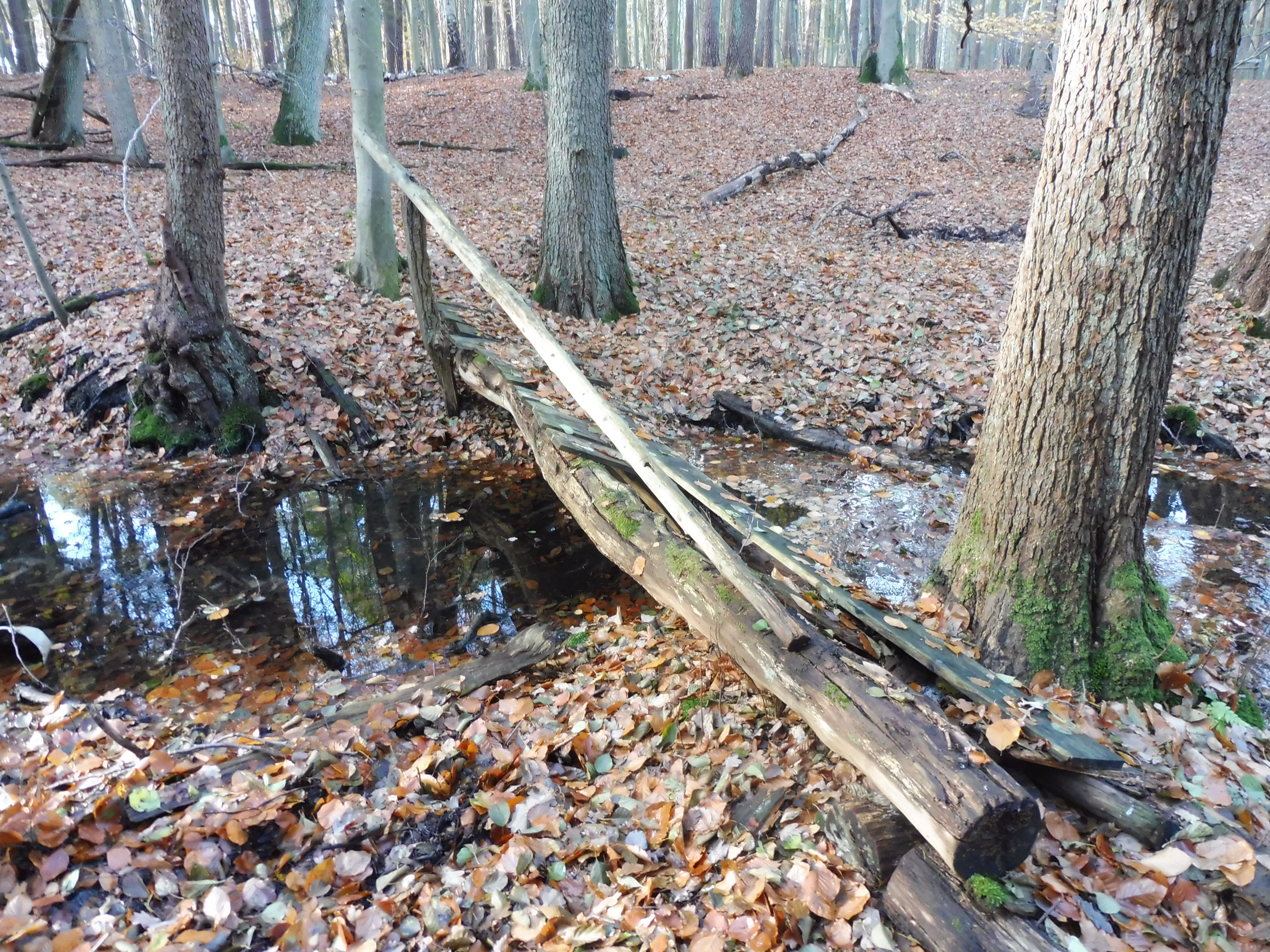
Verfallener Baumsteg im Twietforter Wald

Kurze Stege über Gräben und kleinen Bächen liegen oft nur mit ihren Enden auf den Ufern und sind zur Seite hin oft nicht gesichert. Längere Stege können mit Pfosten abgestützt oder als Hängebrücke oder Bogenbrücke konstruiert sein; seitliche Sicherungen wie Geländer wurden oft erst später hinzugefügt.
- In größeren Städten gelten innerstädtische Stege als wichtige Verbindungen für Fußgänger und Fahrradverkehr. Diese Aufgaben erfüllen z. B der Eiserne Steg und der Holbeinsteg über den Main in Frankfurt und der Eiserne Steg in Regensburg über den Südarm der Donau, der die Donauinsel Oberer Wöhrd an das Gebiet der Altstadt südlich der Donau anschließt. Dieser Steg ersetzte 1947 eine 1902 eingeweihte, am Kriegsende 1945  gesprengte pfeilerlose Bogenbrücke und wurde durch einen auch für PKWs befahrbaren Steg über den dort schmalen Nordarm der Donau ergänzt. Als kurios wird es heute empfunden, dass dieses zunächst nur als Provisorium gedachte Bauwerk nach längeren Diskussionen seit 2013 als Baudenkmal eingestuft ist.[2]
- In den Bergen wird der Begriff Steg für Steige verwendet, die brückenähnlich über freies Gelände oder Gewässer führen. Nur selten wird der Begriff Steg für Steige benutzt, die aus dem Stein herausgeschlagen werden.
- Eine besondere Steg-Form ist der Wehrsteg, bei dem ein meist aus Stahl gefertigter Steg ein Wehr überquert.
- Bootsstege und Badestege sind im Gegensatz zu anderen Stegen keine Querungsbauwerke zur Überwindung von Flüssen oder Bächen, sondern dienen dazu, die Liegeplätzen von Booten sicher zu erreichen bzw. beim Baden größere Wassertiefen zu erreichen. Größere Bootsstege werden auch Seebrücken genannt.

## Stegel
In den Vier- und Marschlanden tragen Wege den Namen Stegel, die von den Deichen aus im rechten Winkel vom Gewässer weg führen. In früheren Zeiten waren diese Wege wegen des feuchten Marschbodens als Bohlenwege angelegt.

## Behelfsstege
Im Katastrophenschutz und in der Technischen Hilfeleistung werden etwa durch das THW zur Überwindung von Hindernissen oder Gewässern verschiedene Stegarten als behelfsmäßige Übergänge eingesetzt. Traditionell werden solche behelfsmäßigen Stege aus Holz mit Leinenverbindungen gebaut. Heute wird häufig ein Einsatzgerüstsystem verwendet. Als die Steinerne Brücke in Regensburg von 2010 bis 2015 erneuert wurde, diente ein Behelfssteg als Ersatz.